# 우크라이나계 프랑스인
우크라이나계 프랑스인(Ukrainians in France)은 우크라이나 혈통을 가진 프랑스 국적을 가지고 있거나, 그 거주자들을 말한다.
파리시등 대도시에 거주하는 편이 많으며, 지방 도시 에서는 찾아보기 힘들다.

## 같이 보기
- 우크라이나 디아스포라
- 러시아계 프랑스인